# NGC 7184

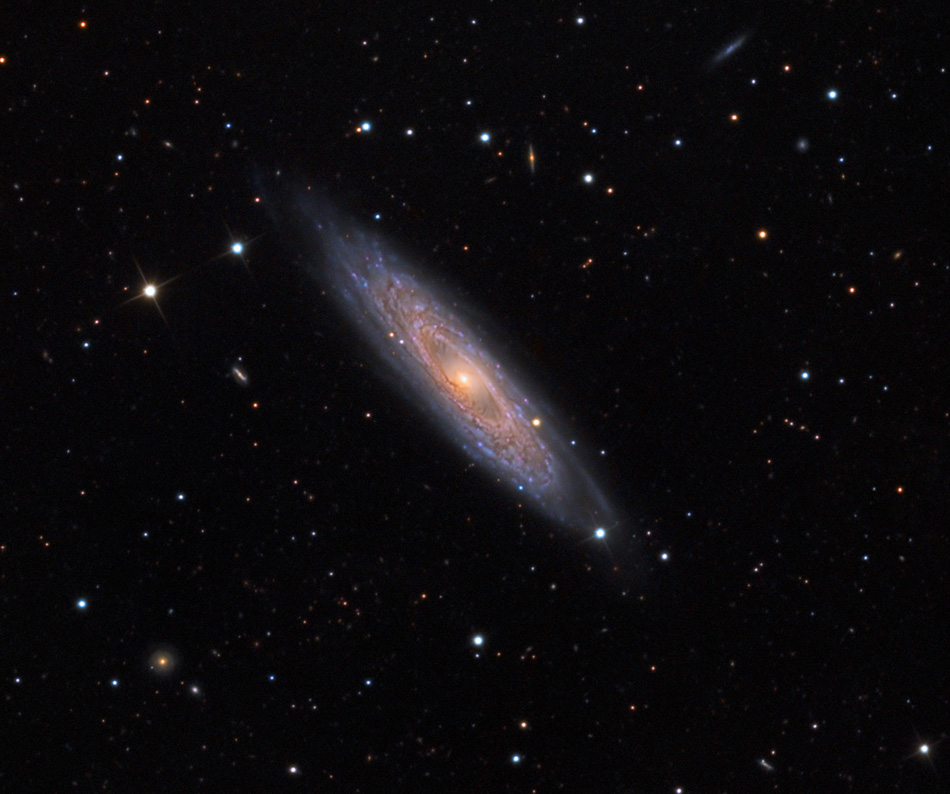
Hình ảnh của NGC 7184

NGC 7184 là tên của một thiên hà xoắn ốc có thanh chắn nằm trong chòm sao Bảo Bình. Khoảng cách của nó với chúng ta là khoảng xấp xỉ 100 triệu năm ánh sáng và kích thước biểu kiến của nó là khoảng 175000 năm ánh sáng. Vào ngày 28 tháng 10 năm 1783, nhà thiên văn học người Anh gốc Đức William Herschel đã phát hiện ra thiên hà này.
NGC 7184 có một hạt nhân nhỏ, sáng và một điểm phình thiên hà hình elip mà trục lớn của nó thì đồng chỉnh với trục lớn của cái đĩa thiên hà của nó. Có một thanh chắn dọc theo trục nhỏ của điểm phình nhưng với độ nghiêng của thiên hà này từ điểm nhìn của chúng ta khiến khẳng định trên vẫn chưa được chắc chắn. Từ thanh chắn này xuất phát ra hai nhánh xoắn ốc chặt, đối xứng với nhau và tạo thành một cái đai sáng ở bên trong.
Có một siêu tân tinh được quan sát là nằm trong thiên hà này tên là SN 1984N. Nó được phát hiện bởi nhà thiên văn học người Úc Robert Evans vào ngày 20 tháng 7 năm 1984 tại vị trí 60" đông và 65" bắc tính từ nhân thiên hà của nó. Sự phát hiện này là được xác nhận bởi T. Cragg tại đài quan sát Australian. Ban đầu nó được cho là một ngôi sao biến quang nằm trong Ngân Hà của chúng ta nhưng sau đó nghiên cứu kĩ thì nó là một siêu tân tinh loại I.
NGC 7184 là thiên hà thành viên đứng đầu của một nhóm thiên hà nhỏ tên là NGC 7184. Nhóm này cũng bao hàm cả NGC 7183. Có một thiên hà vệ tinh nằm về phía 3' của hướng nam ở khoảng cách 28000 parsec.

## Dữ liệu hiện tại
Theo như quan sát, đây là thiên hà nằm trong chòm sao Bảo Bình và dưới đây là một số dữ liệu khác:
Xích kinh 22h 02m 39.8s
Độ nghiêng −20° 48′ 46″
Giá trị dịch chuyển đỏ 0.008739 +/- 0.000010 
Cấp sao biểu kiến 11.1
Vận tốc xuyên tâm 2620 ± 3 km/s
Kích thước biểu kiến 6′.0 × 1′.5
Loại thiên hà SB(r)c 